# 巴汝镇
巴汝镇，原为巴汝乡，是中华人民共和国四川省凉山彝族自治州西昌市下辖的一个乡镇级行政单位。2019年12月，撤销巴汝乡、白马乡和银厂乡，设立巴汝镇，以原巴汝乡、原白马乡、原银厂乡所属行政区域为巴汝镇的行政区域。

## 行政区划
巴汝镇下辖以下地区：
大桥村、甲乌村、中伙村、俩谷村和河边村。